# Vanessa Borgli
Vanessa Borgli, född 4 oktober 1972, är en norsk skådespelare, mest känd som den manipulativa och förföriska Sue-Astrid Wallace i den norska TV-såpan Hotel Cæsar.

## Filmografi (urval)
- 1996 – Offshore (TV-serie)
- 1999 – Sofies värld
- 2003 – Hotel Cæsar (TV-serie)